# Louis Joseph av Bourbon, prins de Condé
Louis Joseph Bourbon, prins av Condé, född 9 augusti 1736 i Paris, död 13 maj 1818 i Paris, var en fransk prins. Han var son till Louis Henri I av Bourbon och Caroline av Hessen-Rotenburg och far till Louis Henrik II av Bourbon. Gift 1753 med Charlotte de Rohan och 1798 med Maria Katarina av Brignole. 
Condé deltog efter 1757 i sjuårskriget, och innehade efter 1763 civil tjänst. Han visade sig i allmänhet fientlig mot reformrörelsen i Frankrike, och lämnade redan 1789 landet. Å de emigrerades vägnar förde han förhandlingar med andra länder, bland annat med Gustav III. 1792-1801 ledde han även rojalisternas militära företag, och bodde efter dess misslyckanden i Storbritannien, till dess att restaurationen gjorde det möjligt för honom att återvända till hemlandet.